# Aéroport de Yotvata
L'aéroport de Yotvata est un aéroport situé en Israël.